# Efectul Eötvös
Efectul Eötvös este un efect descoperit de Loránd Eötvös, care se referă la modificarea greutății măsurabile in funcție de deplasarea la suprafața pământului. El a constatat ca mergând spre vest la suprafața pământului greutatea se mărește. Aceasta este o consecință a faptului că forța greutății măsurabile este diferența dintre atracția gravitațională si forța centrifugală la suprafața pământului. De asemenea se știe că greutatea este din aceiași cauză mai mică la ecuator decât la poli, in funcție de gradul de latitudine, care la ecuator este egal cu zero. 

{\displaystyle F_{Greutate}=m*((\omega _{Terra}-\omega _{west})^{2}*r_{Terra}*cos(\varphi )-GM/r_{Terra}^{2})} 
 unde {\displaystyle \varphi } este gradul de latitudine la care mișcarea spre vest are loc.
Mergând spre vest, in contra rotației pământului, viteza unghiulara de rotație a mergătorului se reduce si astfel si forța centrifugală. 
 De asemenea se observă din formulă si modificarea greutății la o mișcare nord-sud, la care se modifică gradul de latitudine.